# Troglohyphantes noricus
Troglohyphantes noricus là một loài nhện trong họ Linyphiidae.
Loài này thuộc chi Troglohyphantes. Troglohyphantes noricus được miêu tả năm 1974 bởi Konrad Thaler & Polenec.